# 傑尼斯成人式
傑尼斯成人式為日本傑尼斯事務所從1999年至2006年，每年於東京明治神宮舉辦的活動；目的為幫旗下滿20歲成年的藝人舉辦成年禮。日期為日本官方成人之日後兩天，因此每年的典禮日並不固定。平均每年吸引3000人前往觀禮。

## 1999
- 日期：1999年1月17日

- 成年者：
  - 長瀨智也：1978年11月7日（TOKIO）
  - 堂本光一：1979年1月1日（KinKi Kids）
  - 森田剛：1979年2月20日（V6）

- 立会人：近藤真彦

## 2000
- 日期：2000年1月12日

- 成年者：
  - 堂本剛：1979年4月10日（KinKi Kids）
  - 三宅健：1979年7月2日（V6）

- 立会人：東山紀之（少年隊）

## 2001
- 日期：2001年1月10日

- 成年者：
  - 岡田准一：1980年11月18日（V6）
  - 大野智：1980年11月26日（嵐）

- 立会人：城島茂（TOKIO）

## 2002
- 日期：2002年1月16日

- 成年者：
  - 横山裕：1981年5月9日（關西傑尼斯8）
  - 涉谷昴：1981年9月22日（關西傑尼斯8）
  - 今井翼：1981年10月17日（瀧與翼）
  - 櫻井翔：1982年1月25日（嵐）
  - 村上信五：1982年1月26日（關西傑尼斯8）
  - 瀧澤秀明：1982年3月29日（瀧與翼）

- 立会人：坂本昌行（V6）

## 2003
- 日期：2003年1月15日

- 成年者：
  - 相葉雅紀：1982年12月24日（嵐）

- 立会人：山口達也（TOKIO）

## 2004
- 日期：2004年1月14日

- 成年者：
  - 二宮和也：1983年6月17日（嵐）
  - 松本潤：1983年8月30日（嵐）
  - 中丸雄一：1983年9月4日（KAT-TUN）
  - 上田龙也：1983年10月4日（KAT-TUN）
  - 丸山隆平：1983年11月26日（關西傑尼斯8）

- 立会人：長野博（V6）

## 2005
- 日期：2005年1月12日
- 成年者：
  - 小山慶一郎：1984年5月1日（NEWS）
  - 赤西仁：1984年7月4日（KAT-TUN）
  - 安田章大：1984年9月11日（關西傑尼斯8）
  - 生田斗真：1984年10月7日（小傑尼斯）
  - 錦戸亮：1984年11月3日（關西傑尼斯8、NEWS）

- 立会人：国分太一（TOKIO）

## 2006
- 日期：2006年1月11日
- 成年者：
  - 山下智久：1985年4月9日（NEWS）
  - 大倉忠義：1985年5月16日（關西傑尼斯8）
  - 五关晃一：1985年6月17日（A.B.C-Z）
  - 北山宏光：1985年9月17日（Kis-My-Ft2）
  - 長谷川純：1985年10月29日（小傑尼斯）
  - 田中聖：1985年11月5日（KAT-TUN）
  - 田口淳之介：1985年11月29日（KAT-TUN）
  - 龜梨和也：1986年2月23日（KAT-TUN）

- 立会人：松岡昌宏（TOKIO）

## 相關聯結
- 傑尼斯事務所
- 本命年組合